# Josep Mestre Gargallo
Josep Mestre Gargallo (Morella, 4 de setembre de 1727 - Gandia, 8 de juliol de 1756) fou un mestre de capella de la col·legiata de Santa Maria de Gandia i cantor de la Catedral de València.
Comença a cantar com a infant de la catedral de València en 1738, havent passat ja els clàssics càrrecs dels alumnes catedralicis. Va ser format amb el mestre de capella Josep Pradas. El 1752 va abandonar la catedral de València per a exercir el càrrec de mestre de capella de la col·legiata de Gandia, havent passat les corresponents oposicions.

## Obres
Les obres estan conservades en E-VAc 12, un manuscrit conservat en la Catedral de València.
- Missa en Fa a 4 i 8v
- Salm Dixit Dominus a 10v
- Villancets Ah de la selva, Angélicas escuadras, Si es estilo i Un pastor